# Gesellschaft für Pflanzenbauwissenschaften
Die Gesellschaft für Pflanzenbauwissenschaften e. V. (GPW) ist eine wissenschaftliche Fachgesellschaft, deren Mitglieder auf dem Gebiet des landwirtschaftlichen Pflanzenbaus und benachbarter Fachgebiete (Grünlandwirtschaft, Heil- und Gewürzpflanzenbau, Saatgut- und Sortenwesen, Versuchswesen, Agrarökologie etc.) forschend tätig sind.

## Aufgaben und Struktur
Zweck und Ziel der 1956 in Bonn gegründeten Fachgesellschaft ist es, durch Tagungen, Publikationen und Unterstützung des wissenschaftlichen Nachwuchses die pflanzenbauliche Forschung zu fördern. Die Zahl der Mitglieder liegt derzeit bei ca. 500. Innerhalb der Gesellschaft bestehen fachspezifische Arbeitsgemeinschaften und Arbeitskreise. Die Arbeitsgemeinschaft Pflanzenzüchtung schied 1990 aus der GPW aus und gründete mit der entsprechenden Fachgesellschaft der ehemaligen DDR die Gesellschaft für Pflanzenzüchtung 1991.
Die Fachgesellschaft gibt zwei Schriftenreihen heraus: Die Mitteilungen der Gesellschaft für Pflanzenbauwissenschaften und die Berichte der Gesellschaft für Pflanzenbauwissenschaften. Zentrales Publikationsorgan war seit 1997 die Zeitschrift Pflanzenbauwissenschaften (German Journal of Agronomy), die jedoch 2010 aus wissenschaftsstrukturellen und finanziellen Gründen in das Journal für Kulturpflanzen integriert worden ist.
Seit 2005 verleiht die Fachgesellschaft anlässlich ihrer Jahrestagungen den Ernst-Klapp-Zukunftspreis als Auszeichnung für den besten Vortrag einer Nachwuchswissenschaftlerin oder eines Nachwuchswissenschaftlers.